# Centro Cultural Vale Maranhão
O Centro Cultural Vale Maranhão é um espaço cultural localizado na cidade de São Luís, no Maranhão, em seu Centro Histórico.
Além de abrigar exposições do circuito nacional e internacional, o CCVM funciona como um espaço para que artistas maranhenses possam expor seus trabalhos, recebendo exposições, oficinas, performances, pocket shows, exibição de filmes, cursos, palestras, além de lançamento de projetos, livros, CDs e outros produtos culturais.

## Histórico
O CCVM funciona no local do antigo Liceu Maranhense. O prédio foi inteiramente restaurado por um projeto patrocinado pela Vale, em 2012.
Em 2017, o prédio passou novamente por uma adequação técnica, com projeto de arquitetura e design assinado por Marcelo Rosenbaum e de comunicação visual de Fábio Prata. Foram inseridas referências da cultura maranhense, como a arte indígena e o bumba-meu-boi, além de renda, cestaria, cerâmica, entre outros, em obras criadas por artistas e artesãos maranhenses, além dos povos indígenas maranhenses.
Em 2014 e 2015, ocorreu a primeira exposição: “Olhar Contemporâneo das Artes Indígenas”, uma mostra nacional assinada pelo Museu do Índio e Funai.
Em 2017, ocorreu a “FILE São Luís 2017: arte e tecnologia”, um recorte do Festival Internacional de Linguagem Eletrônica, dialogando com a relação contemporânea entre arte e novas tecnologias, em que o público interagia com as obras através do uso de óculos 3D.
O CCVM é uma iniciativa da Fundação Vale e conta com o patrocínio da Vale.

## Estrutura

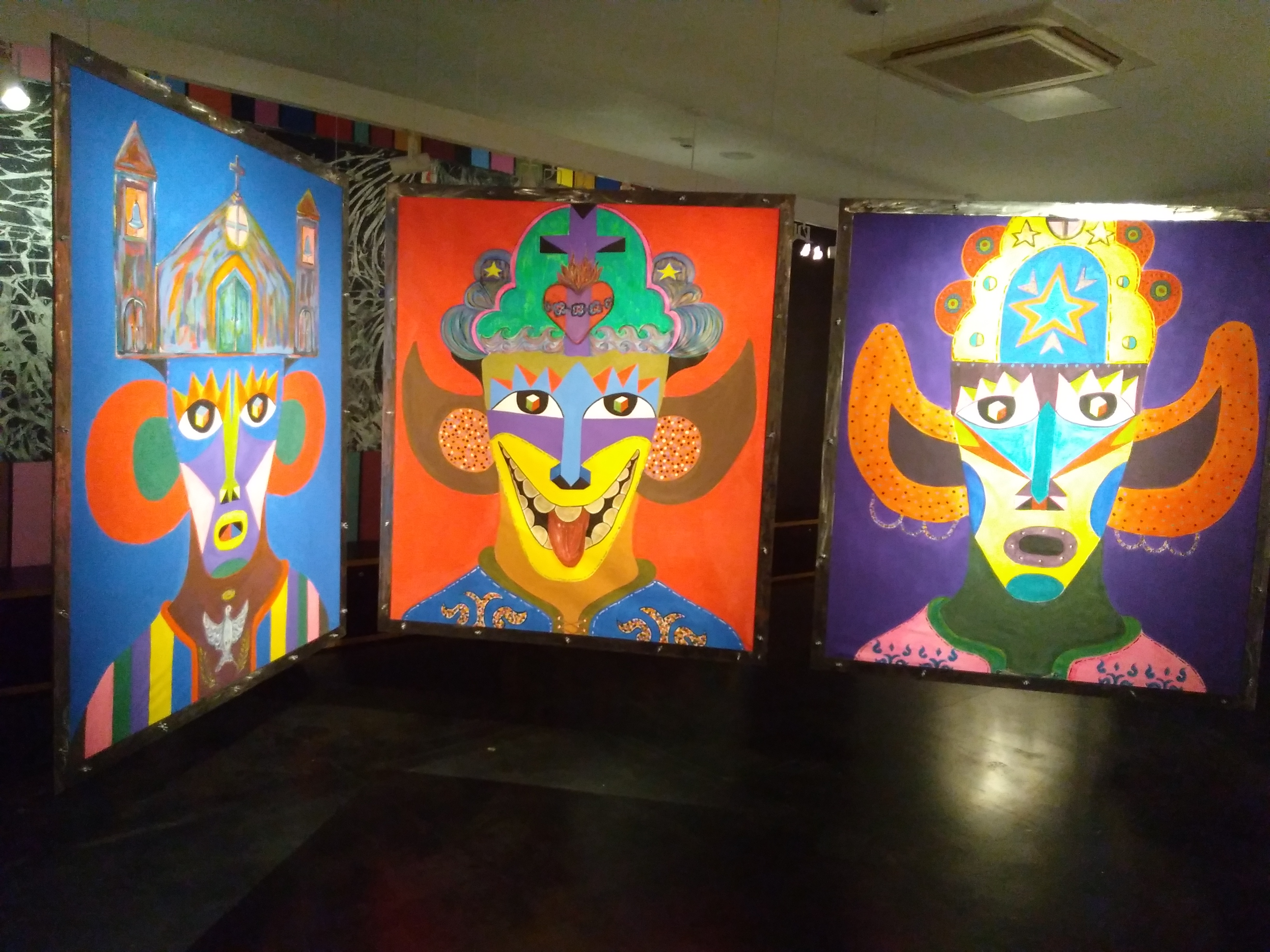
Exposição no CCVM

A identidade visual do CCVM foi desenvolvida pelo estúdio ps.2 arquitetura + design. O projeto gráfico foi inspirado na rica cultura local, utilizando formas, padrões e cores extraídos de diferentes manifestações artísticas maranhenses. O resultado é um pattern modular que serve como base para diversas aplicações, desde impressos até a sinalização do edifício.
O Centro Cultural Vale Maranhão é composto pelos seguintes espaços:
- Sala de Exposição São Luís[4]
- Sala de Exposição Mearim[4]
- Galeria Tucum
- Galeria Buriti
- Auditório Itapecuru
- Pátio Maranhão
- Bumba Café
- Três salas multiuso (Babaçu, Juçara, Carnaúba)
- Loja conceitual CURIÁ, Artes do Maranhão